# Gyp (film)
Gyp è un film muto italiano del 1918 diretto da Domenico Gambino e Paolo Trinchera.